# Bettina Gruber
Pour les articles homonymes, voir Gruber.
Bettina Gruber est une fondeuse suisse, née le 31 janvier 1985 à Rossa.

## Biographie
Membre du club SAS Bern, elle prend aux compétitions officielles de la FIS à partir de 2001, puis aux Championnats du monde junior entre 2003 et 2005, avec comme meilleur résultat une 18e place en 2003.
Elle fait ses débuts en Coupe du monde en février 2006 à Davos. Aux Championnats du monde des moins de 23 ans en 2008, elle finit au dixième rang lors du sprint.
Elle marque ses premiers points en janvier 2009 dans un sprint à Rybinsk, puis remporte notamment une médaille d'argent à l'Universiade sur le sprint libre. Un an plus tard, elle signe son meilleur résultat individuel en Coupe du monde avec une 12e place au sprint de Rybinsk. En fin d'année 2012, elle est quatrième d'un sprint par équipes disputé à Düsseldorf.
Elle prend part à ses seuls championnats du monde en 2013 à Val di Fiemme, terminant 46e du sprint classique et 11e du sprint par équipes.
En janvier 2014, quinzième du dix kilomètres classique à Szklarska Poręba, elle réalise sa meilleure performance dans une épreuve de distance en Coupe du monde. Aux Jeux olympiques d'hiver de 2014, elle est seulement inscrite pour le sprint par équipes avec Seraina Boner. Elles se classent septièmes. Gruber prend ensuite la deuxième place sur l'Engadin Ski Marathon, derrière Riitta-Liisa Roponen, avant de prendre sa retraite sportive.

## Palmarès

### Jeux olympiques
| Épreuve / Édition | Sprint                           | Sprint                           | 10 km                            | 10 km                            | Poursuite / Skiathlon 2 × 7,5 km | 30 km | Relais | Relais   |
| Épreuve / Édition | Libre                            | Classique                        | Libre                            | Classique                        | Poursuite / Skiathlon 2 × 7,5 km | 30 km | Sprint | 4 × 5 km |
| JO 2010 Vancouver | Épreuve inexistante à cette date | -                                | —                                | Épreuve inexistante à cette date | -                                | —     | 17e    | -        |
| JO 2014 Sotchi    | -                                | Épreuve inexistante à cette date | Épreuve inexistante à cette date | -                                | —                                | —     | 6e     | -        |

Légende :
- — : Gruber n'a pas participé à cette épreuve
- : Épreuve inexistante à cette date

### Championnats du monde
| Épreuve / Édition           | Sprint                           | Sprint    | 10 km | 10 km                            | Skiathlon 2 × 7,5 km | 30 km | Relais | Relais   |
| Épreuve / Édition           | libre                            | classique | libre | classique                        | Skiathlon 2 × 7,5 km | 30 km | Sprint | 4 × 5 km |
| Mondiaux 2013 val di Fiemme | Épreuve inexistante à cette date | 46e       | 40e   | Épreuve inexistante à cette date | -                    | -     | 11e    | —        |

### Coupe du monde
- Meilleur classement général : 73e en 2010.
- Meilleur résultat individuel : 12e.

#### Classements en Coupe du monde
| Année     | Classement général final | Classement distance | Classement sprint |
| 2008-2009 | 124e                     |                     | 83e               |
| 2009-2010 | 73e                      |                     | 46e               |
| 2011-2012 | 77e                      |                     | 51e               |
| 2012-2013 | 93e                      |                     | 57e               |
| 2013-2014 | 97e                      | 66e                 | 74e               |

### Universiades
- Harbin 2009 :
  -  Médaille d'argent sur le sprint.

### Coupe OPA
- 1 podium.

### Championnats de Suisse
- Championne sur le trente kilomètres libre en 2012.
- Championne sur le trente kilomètres classique en 2013.
- Championne sur le sprint en 2014.